# Shinkansen

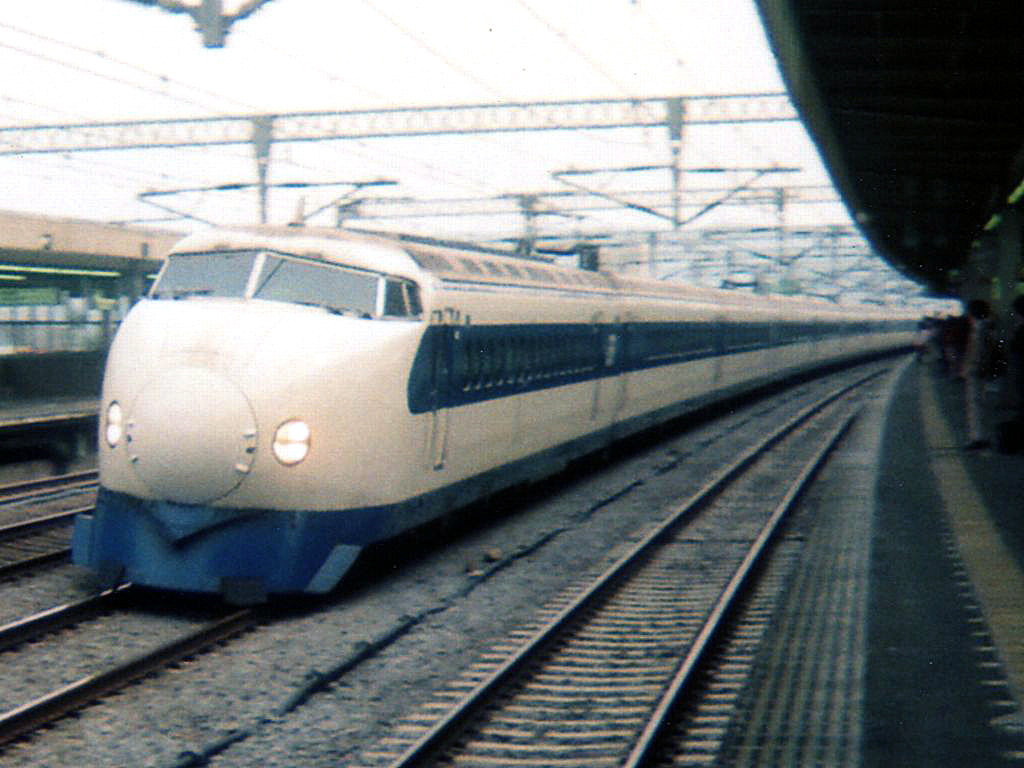
Un dels trens Shinkansen originals (sèrie 0) a Odawara, maig 1989

Shinkansen (japonès: 新幹線) és el nom que es dona als trens d'alta velocitat del Japó també anomenats col·loquialment tren bala en català. Actualment n'hi ha vuit línies (Akita, Joetsu, Kyushu, Nagano, Sanyo, Tohoku, Tokaido i Yamagata) que cobreixen bona part de l'illa de Honshu i ofereixen una combinació d'alta velocitat comercial, altes freqüències i una fiabilitat propera al 100%.
Els orígens de la xarxa d'alta velocitat japonesa cal trobar-los a la dècada dels cinquanta del segle passat. En aquells moments, alguns trams de la xarxa convencional japonesa, com la línia Tokaido, estaven a punt d'arribar a la saturació. Fou aquest motiu que va empènyer a la companyia de ferrocarrils a construir una nova línia que servís per descongestionar el corredor Tòquio - Osaka.
La construcció d'aquesta línia té algunes particularitats respecte a la xarxa existent. En primer lloc s'utilitzà un ample de via normal (1,435m), en comptes de l'ample de via mètrica (1,000m). En segon lloc, la nova xarxa seria d'ús exclusiu de viatgers i comptaria amb un nombre reduït de parades, que farien el paper d'intercanviadors amb la xarxa tradicional. Finalment, la nova xarxa hauria de ser resistent a tifons i terratrèmols, i permetre l'evacuació de les grans ciutats en cas d'emergència.
L'1 d'octubre de 1964, coincidint amb la celebració dels Jocs Olímpics, es va obrir la ruta Tòquio-Osaka, de 515 km de longitud. En aquells moments la velocitat màxima que oferia era de 210 km/h. La durada del trajecte complet era d'entre quatre i cinc hores. Es van oferir dos tipus de trens, els Hikari i els Kodama. Tot i ser tecnològicament idèntics, els primers feien parada només a certes estacions intermèdies (Nagoya o Kyoto), mentre que els Kodama s'aturaven a totes les parades. Aquesta distinció ha perdurat fins avui dia.
L'èxit de la nova línia, que va transportar 100 milions de passatgers en poc més de dos anys, va animar la construcció d'extensions. La primera d'elles, inaugurada l'any 1972, feia arribar els "trens bala" fins a Okayama. Posteriors extensions fins a Hiroshima i Hakata, van configurar el Sanyo Shinkansen, que permet assolir velocitats de fins a 300 km/h.
El concepte Shinkansen també va ser aplicat a les línies que es dirigien al nord de Honshu. Així, a finals dels setanta es va iniciar la construcció del Tohoku Shinkansen, que fou inaugurat l'any 1982. Una particularitat d'aquesta línia és l'existència de vagons de dos pisos. Aquell any també es va obrir el Joetsu Shinkansen.
Tot i l'èxit en termes de passatgers, els altíssims costos de construcció van dur a JNR, la companyia de ferrocarrils, a vorejar la fallida. L'any 1987 fou dividida en sis parts i privatitzada. Des de llavors, els esforços s'han concentrat a incrementar la capacitat de les línies Shinkansen existents en comptes d'obrir noves rutes. Així, per exemple, s'han anat millorant els trens i la senyalització per permetre velocitats més altes.

## Galeria

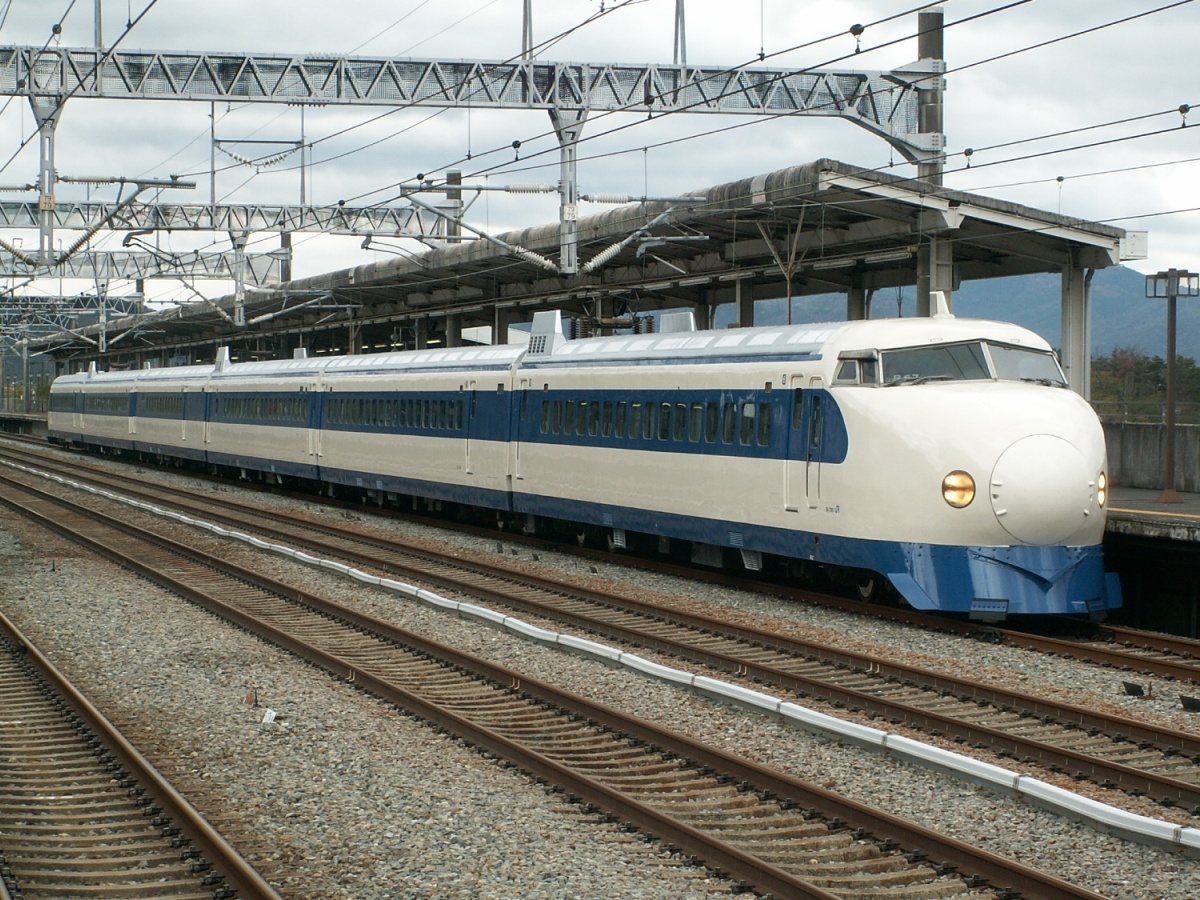
Sèrie 0
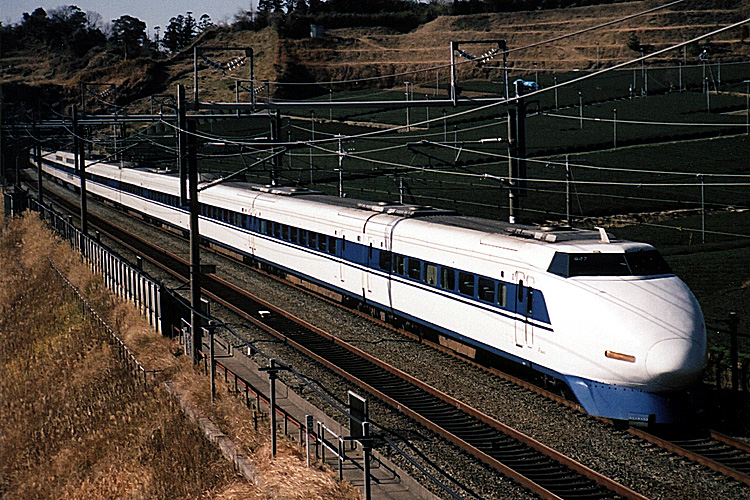
Sèrie 100
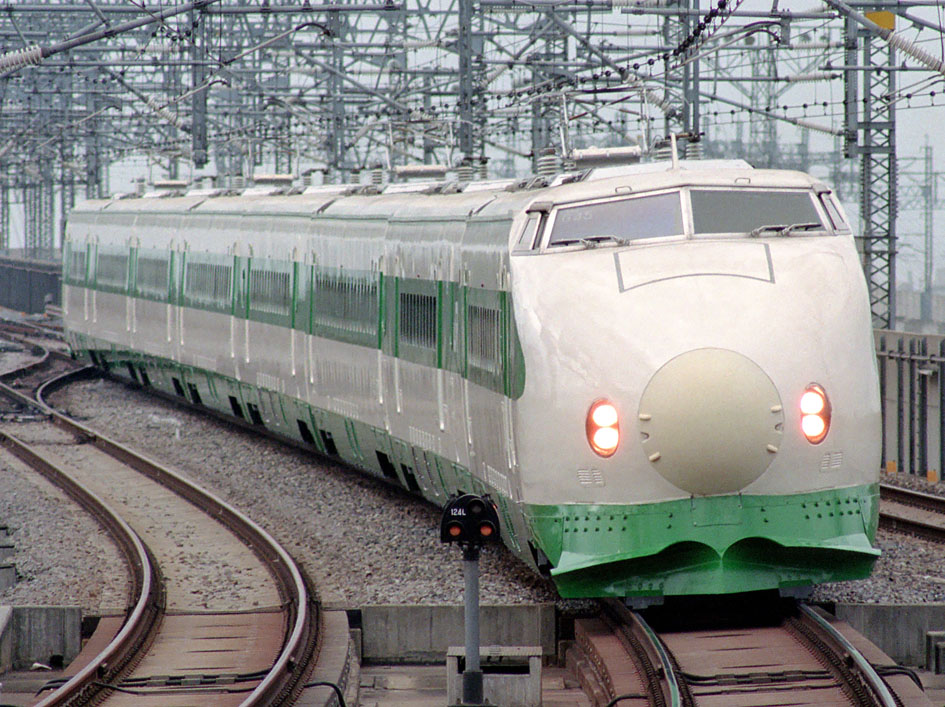
Sèrie 200
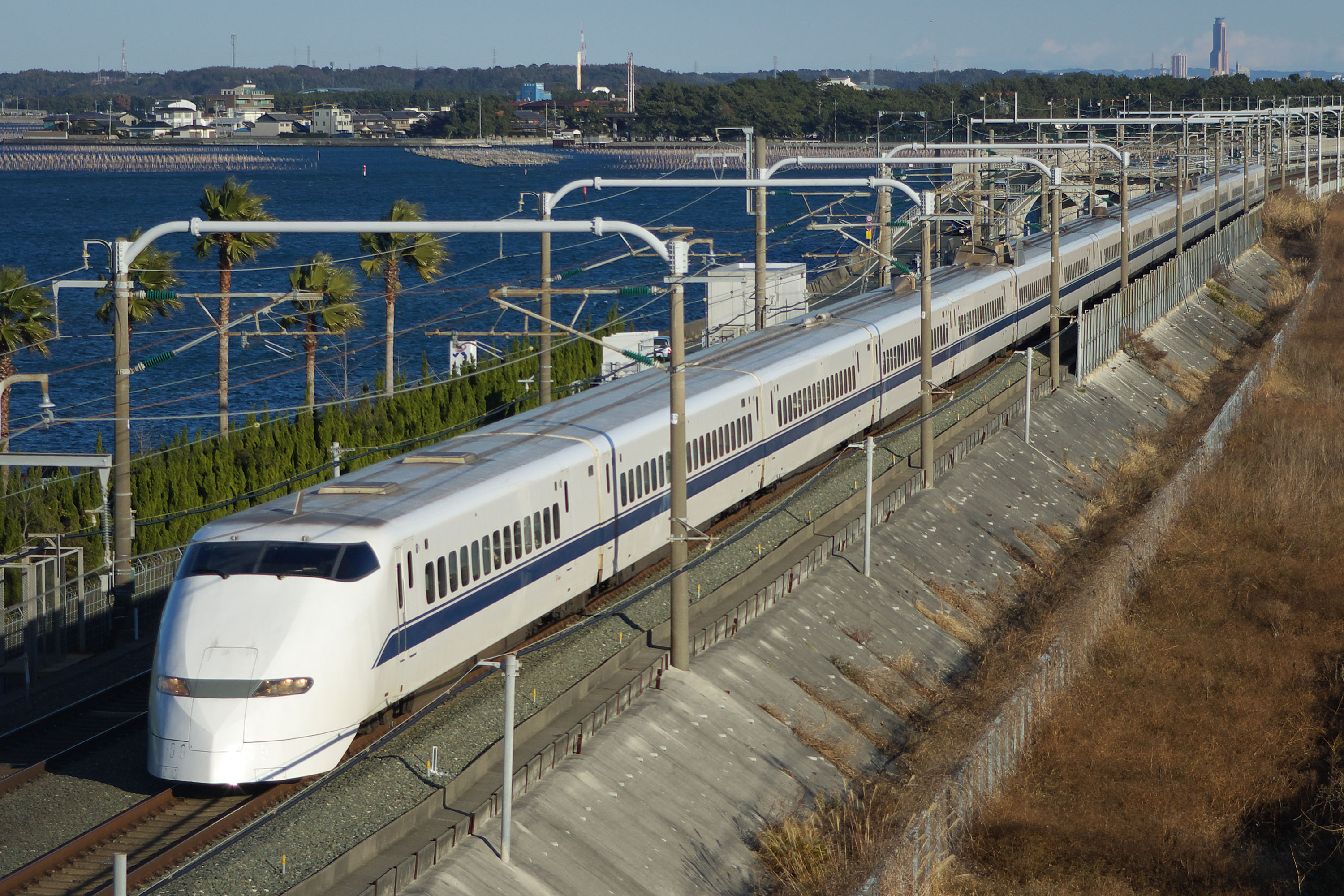
Sèrie 300
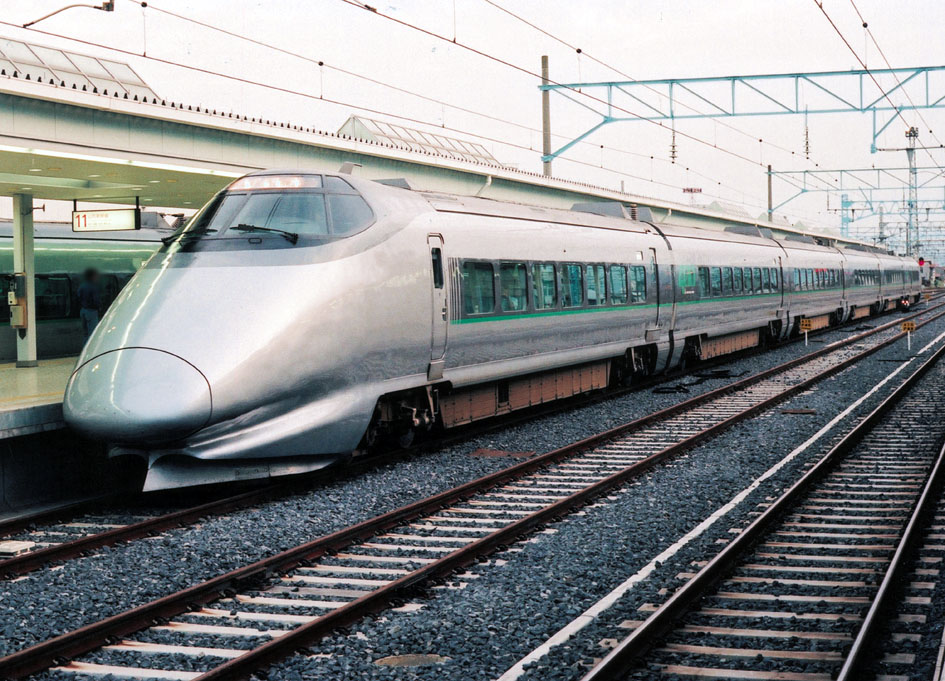
Sèrie 400
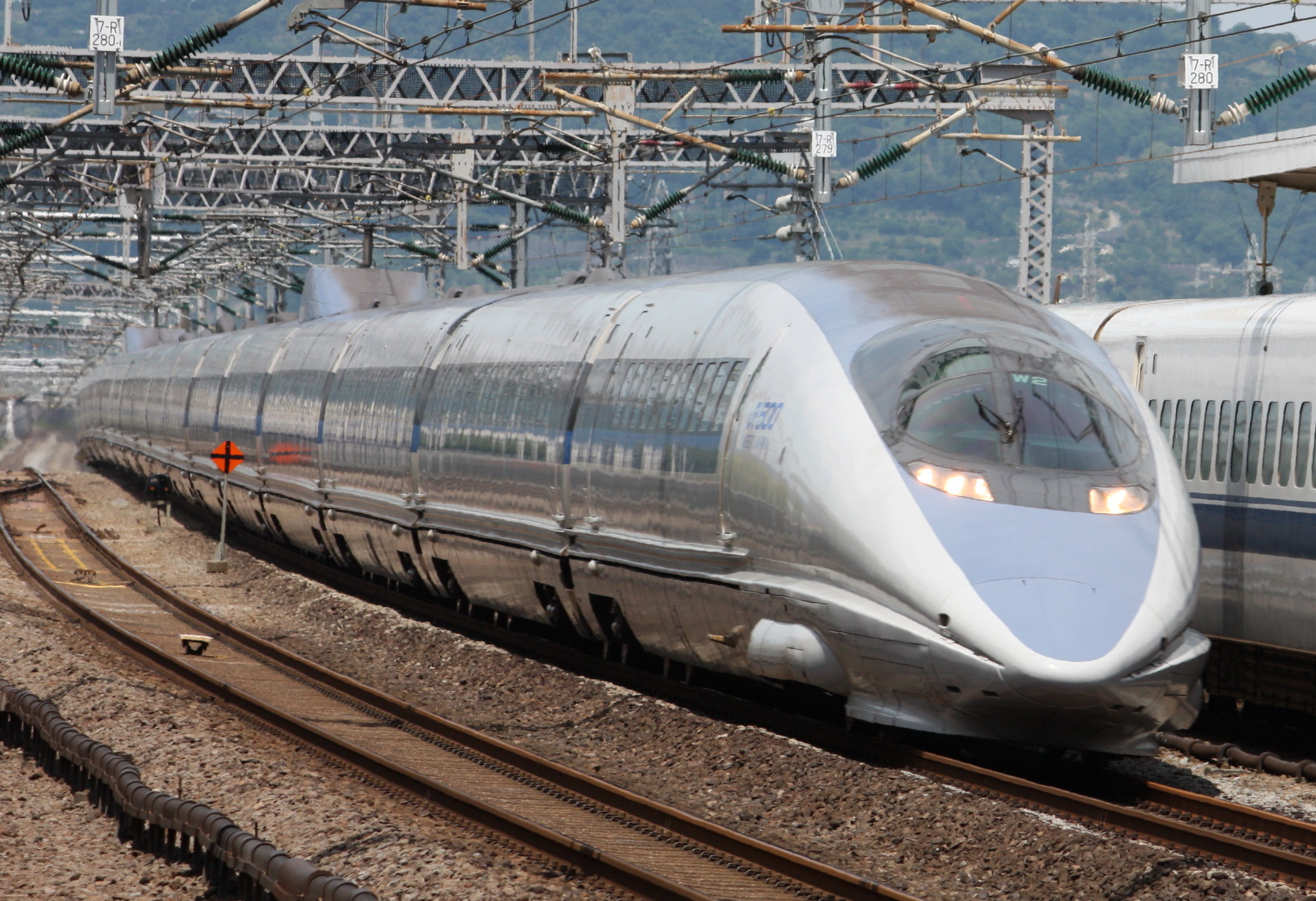
Sèrie 500
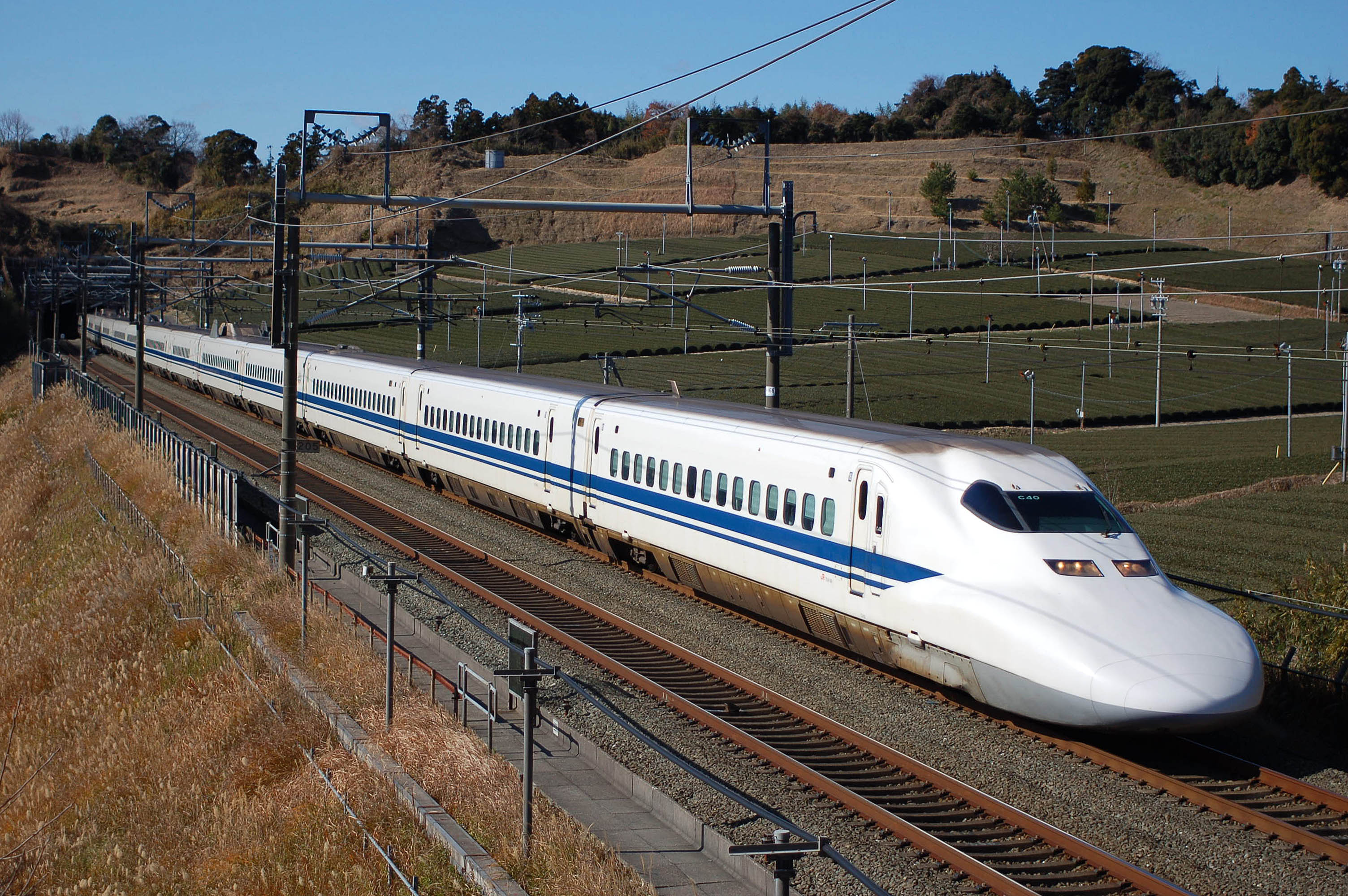
Sèrie 600
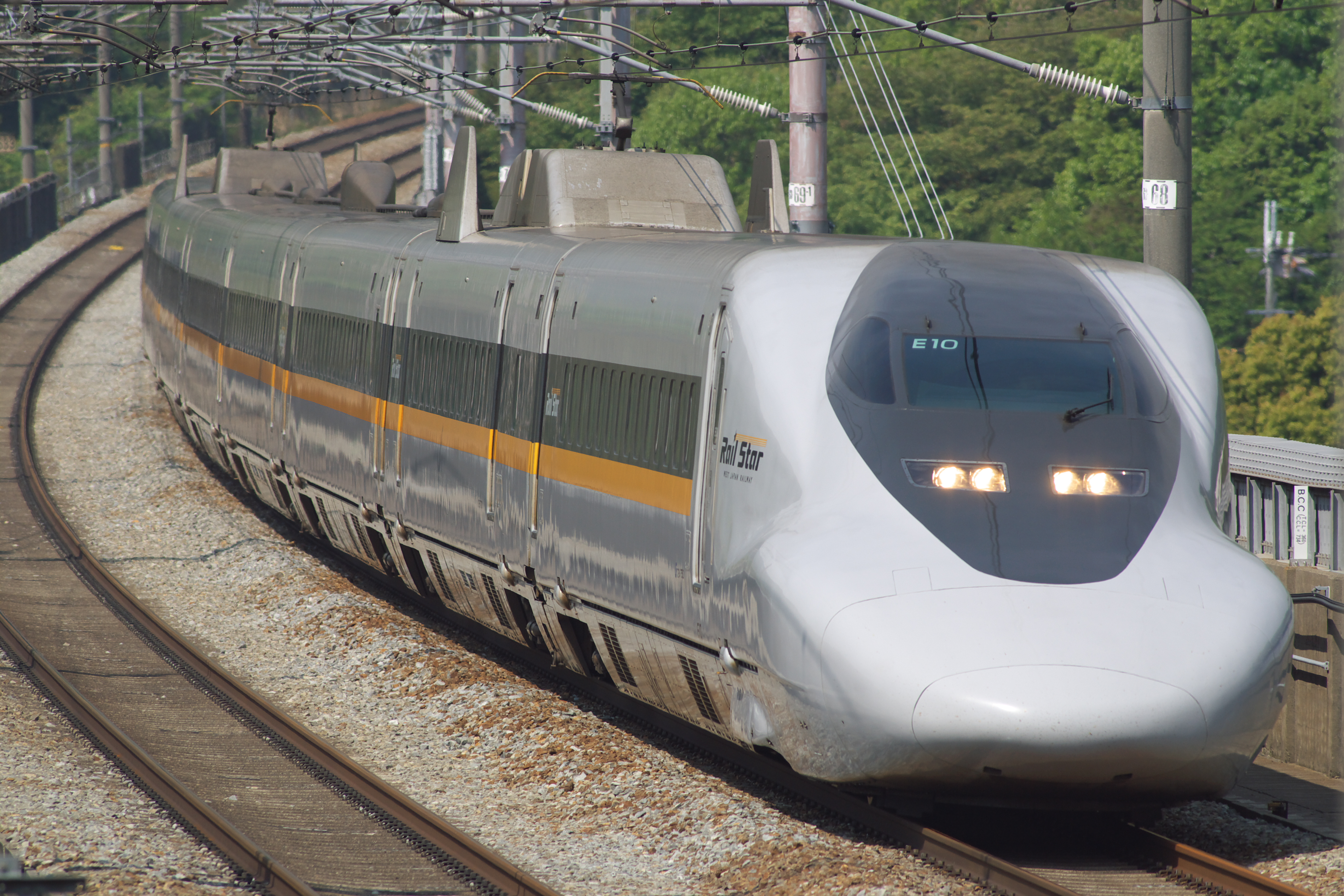
Sèrie 700, Hikari Rail Star
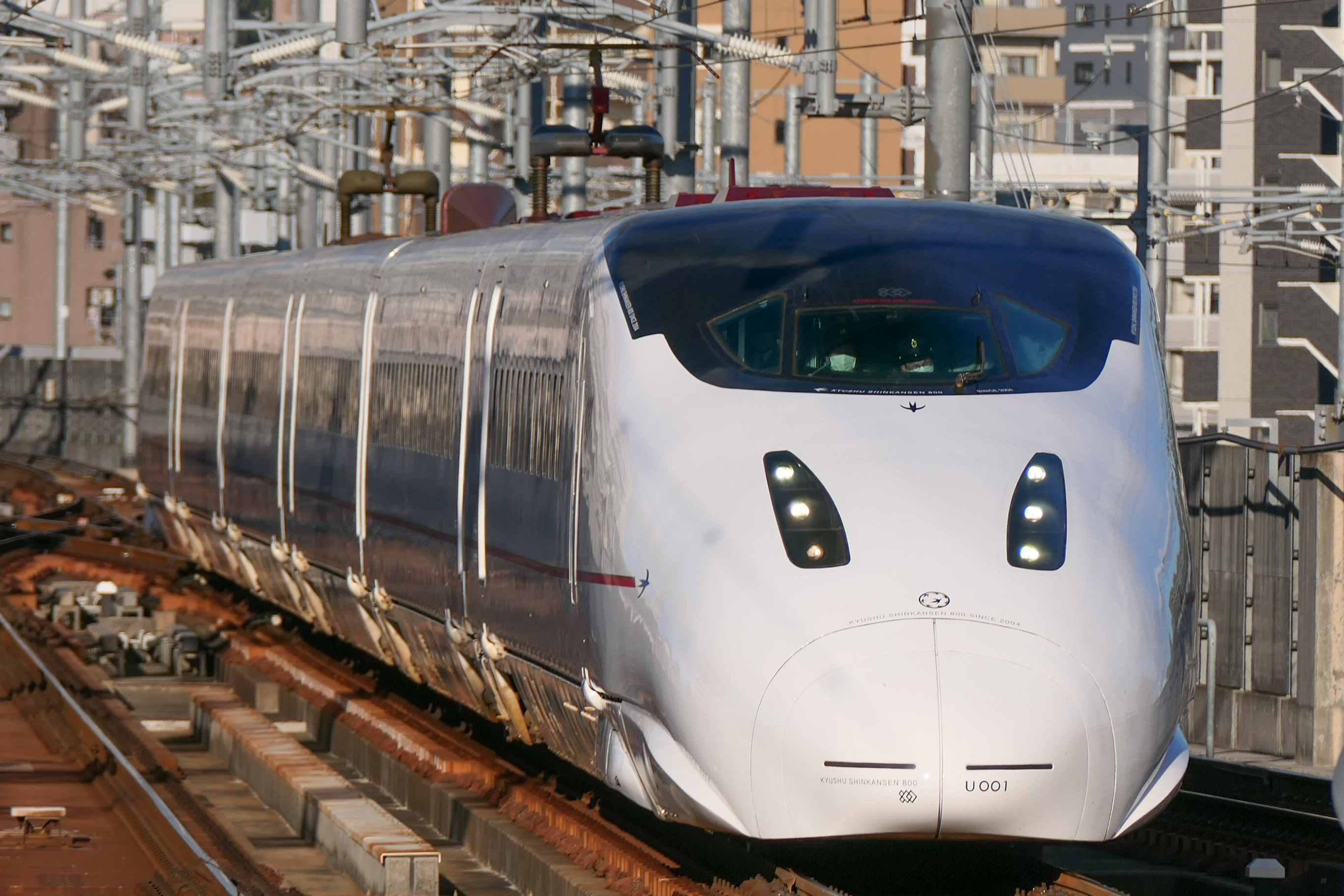
Sèrie 800, Tsubame
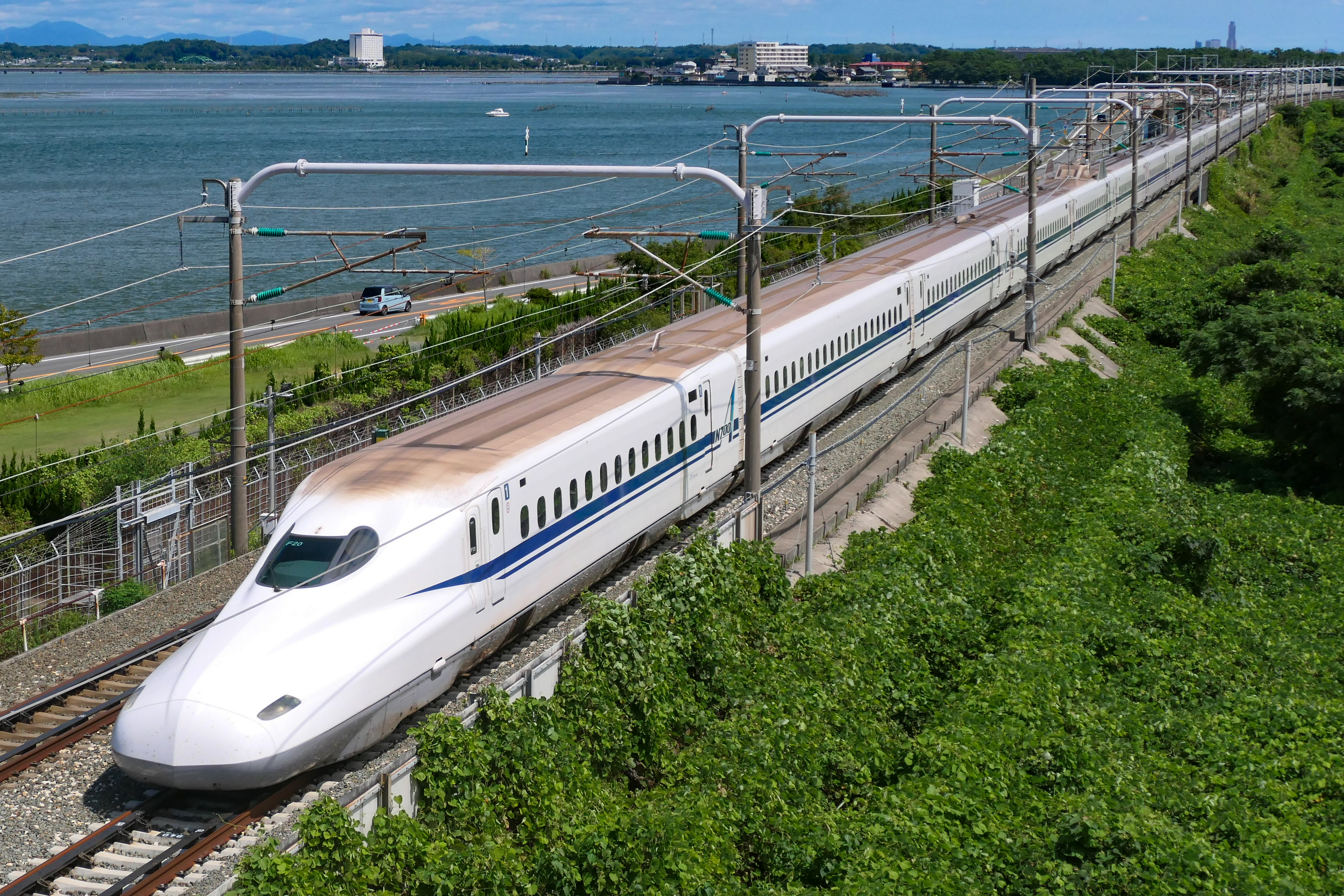
Sèrie N700
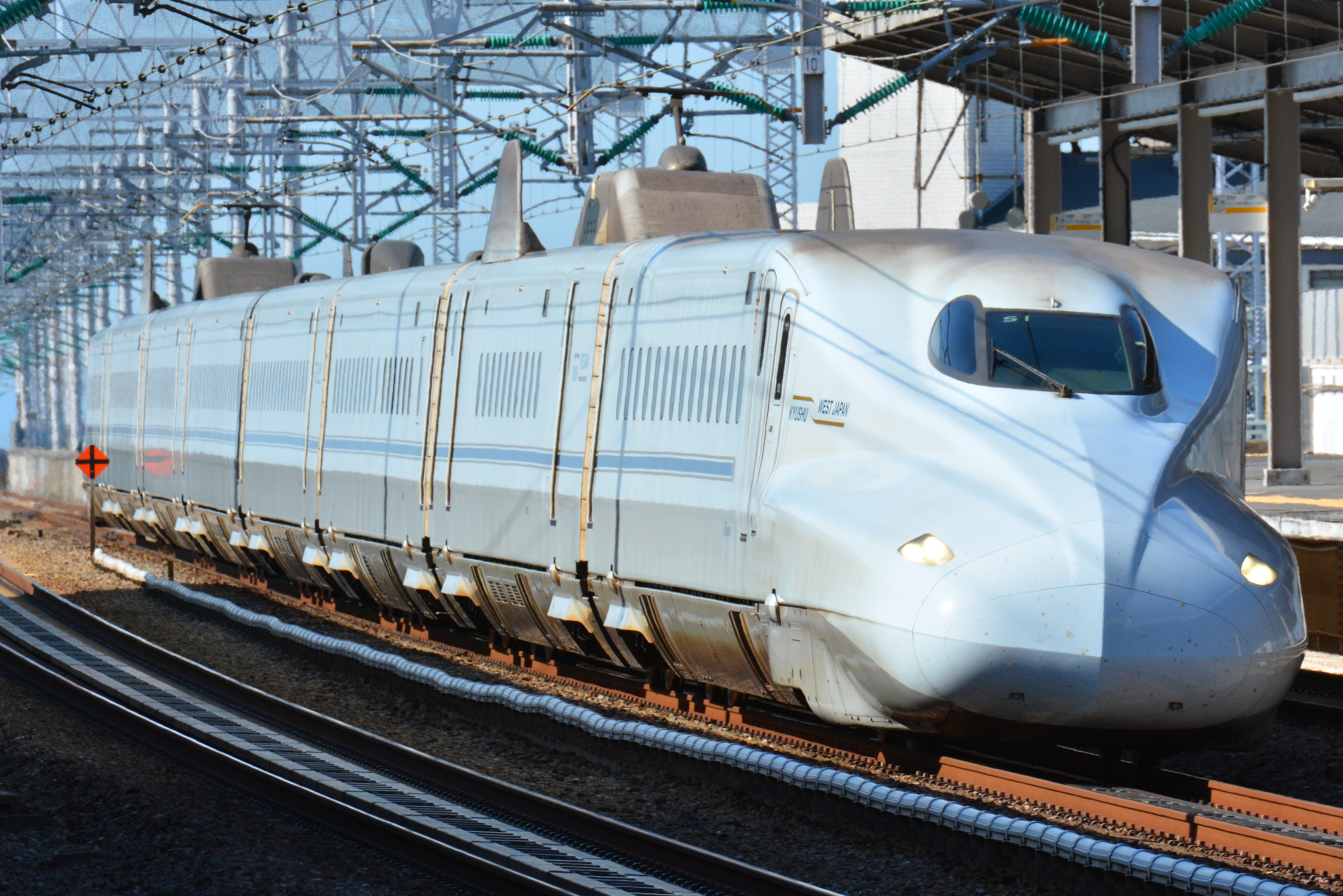
Sèrie N700-7000, Sakura
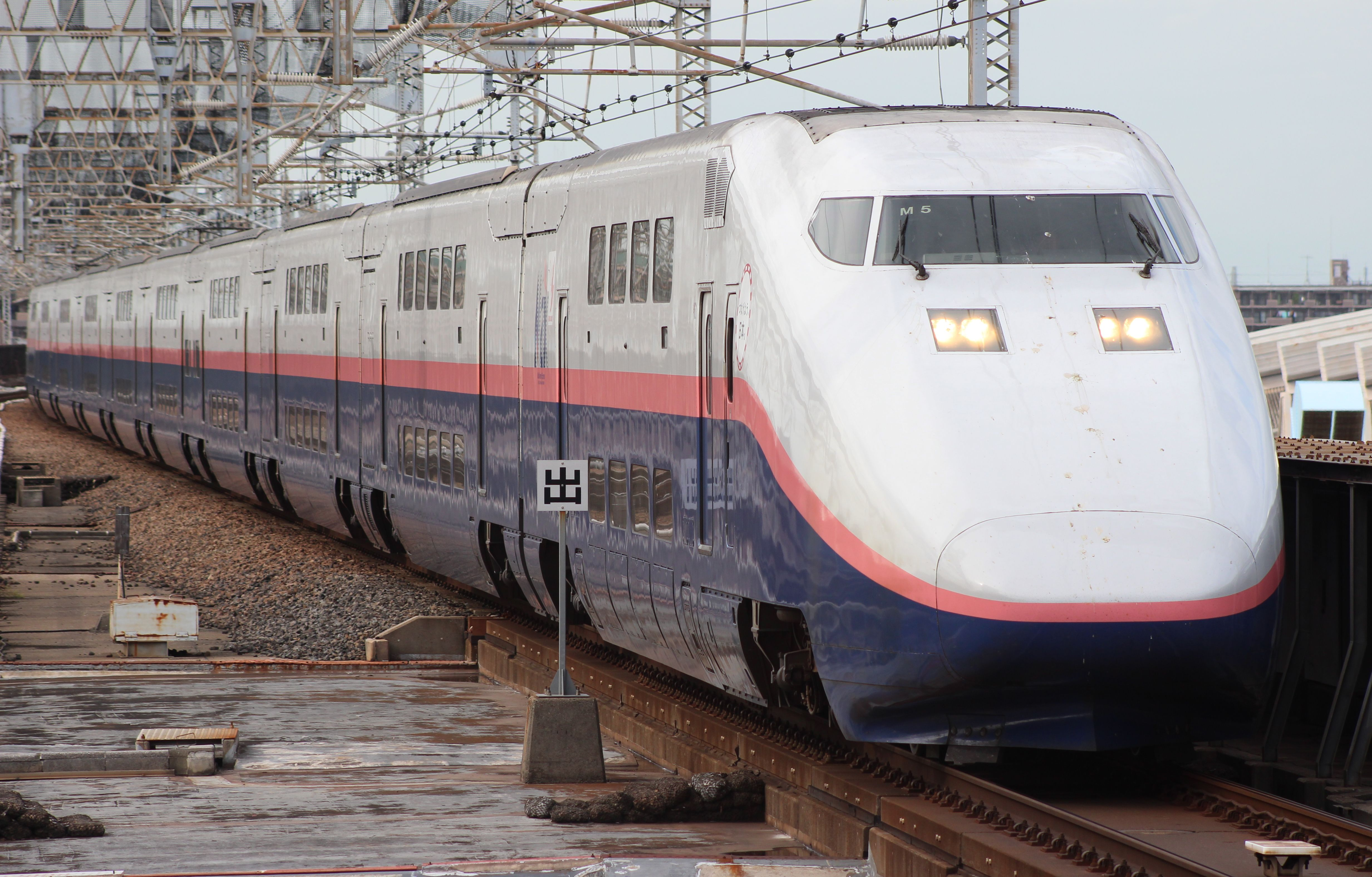
Sèrie E1
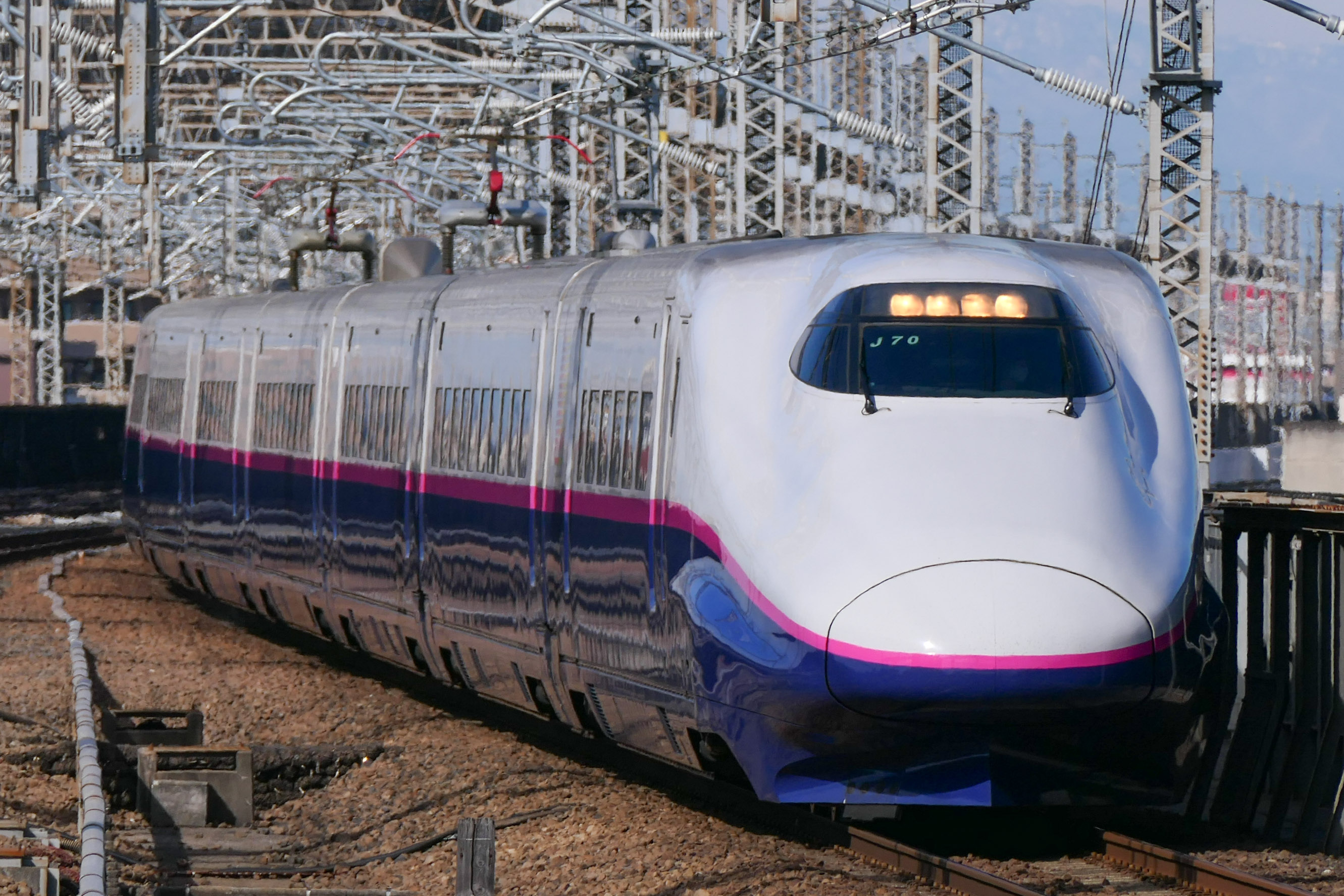
Sèrie E2
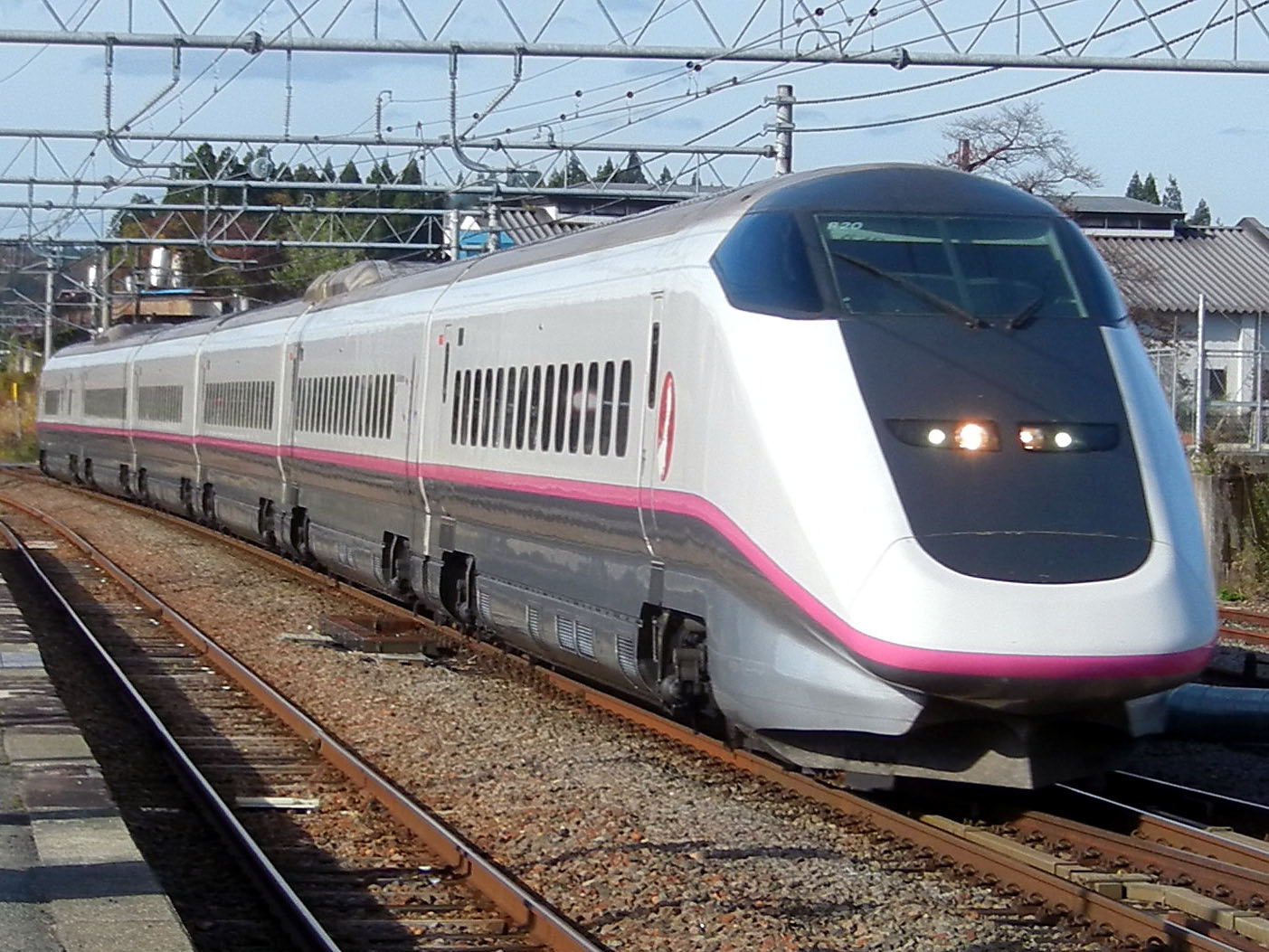
Sèrie E3, Komachi
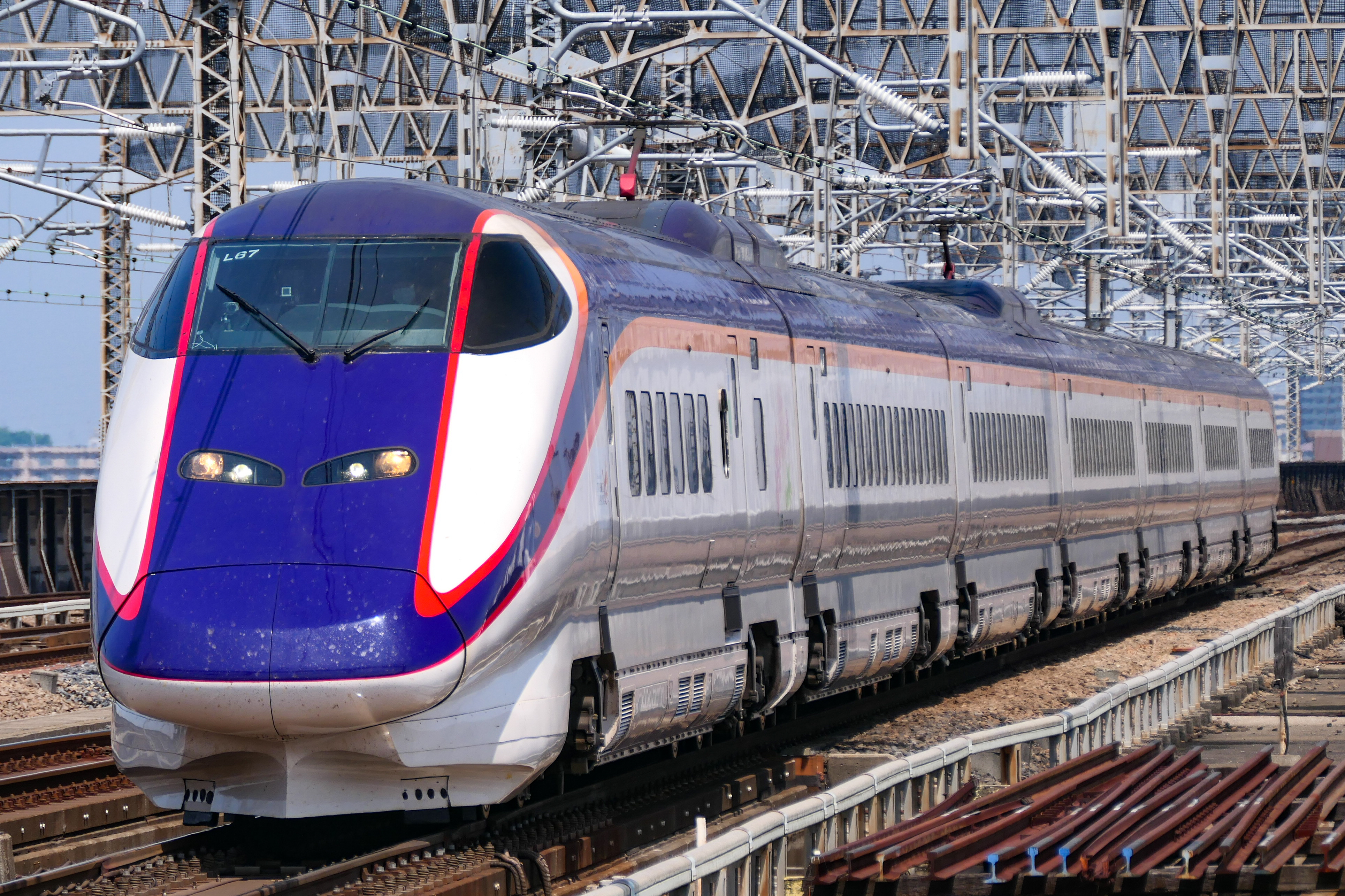
Sèrie E3-2000, Tsubasa
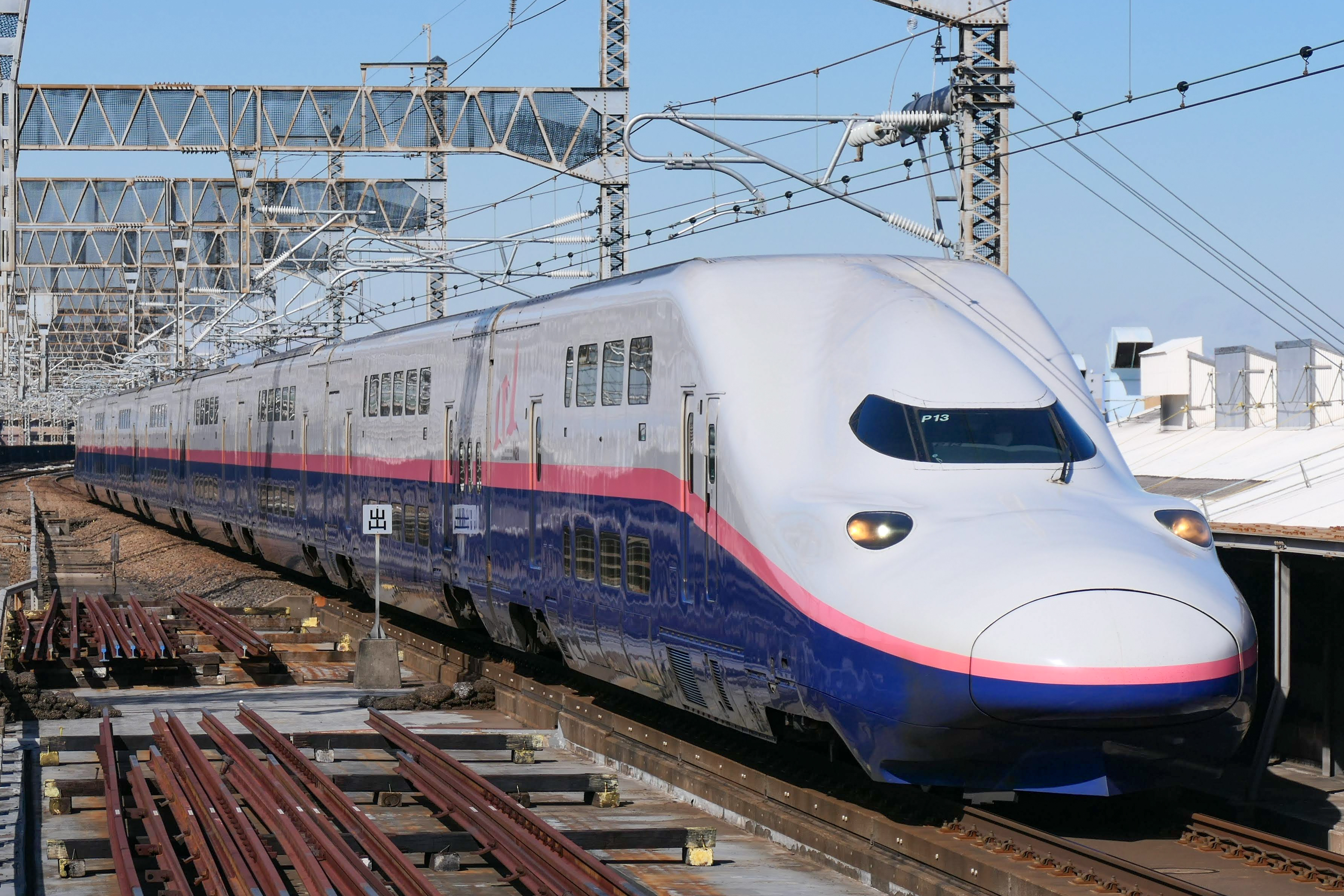
Sèrie E4
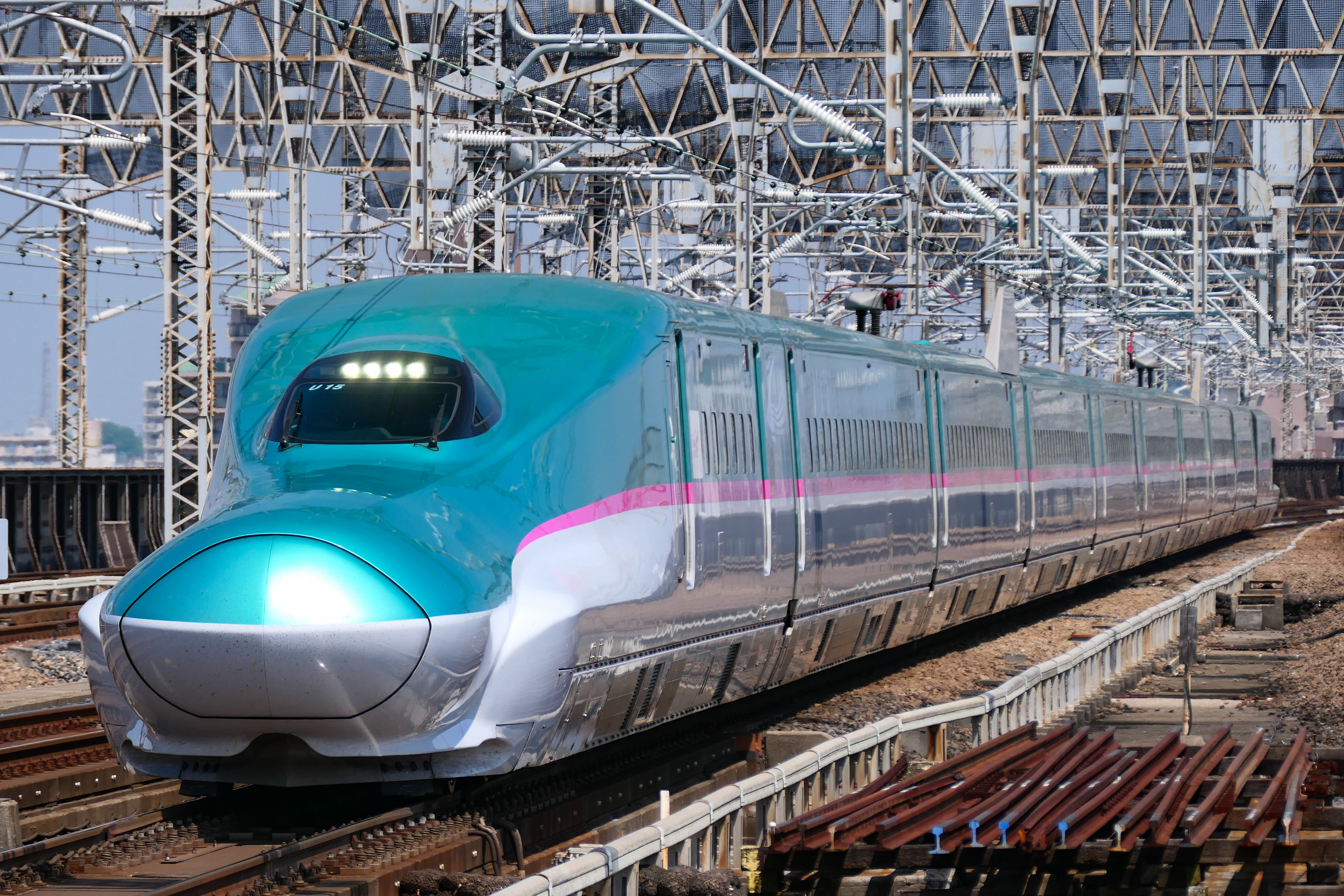
Sèrie E5
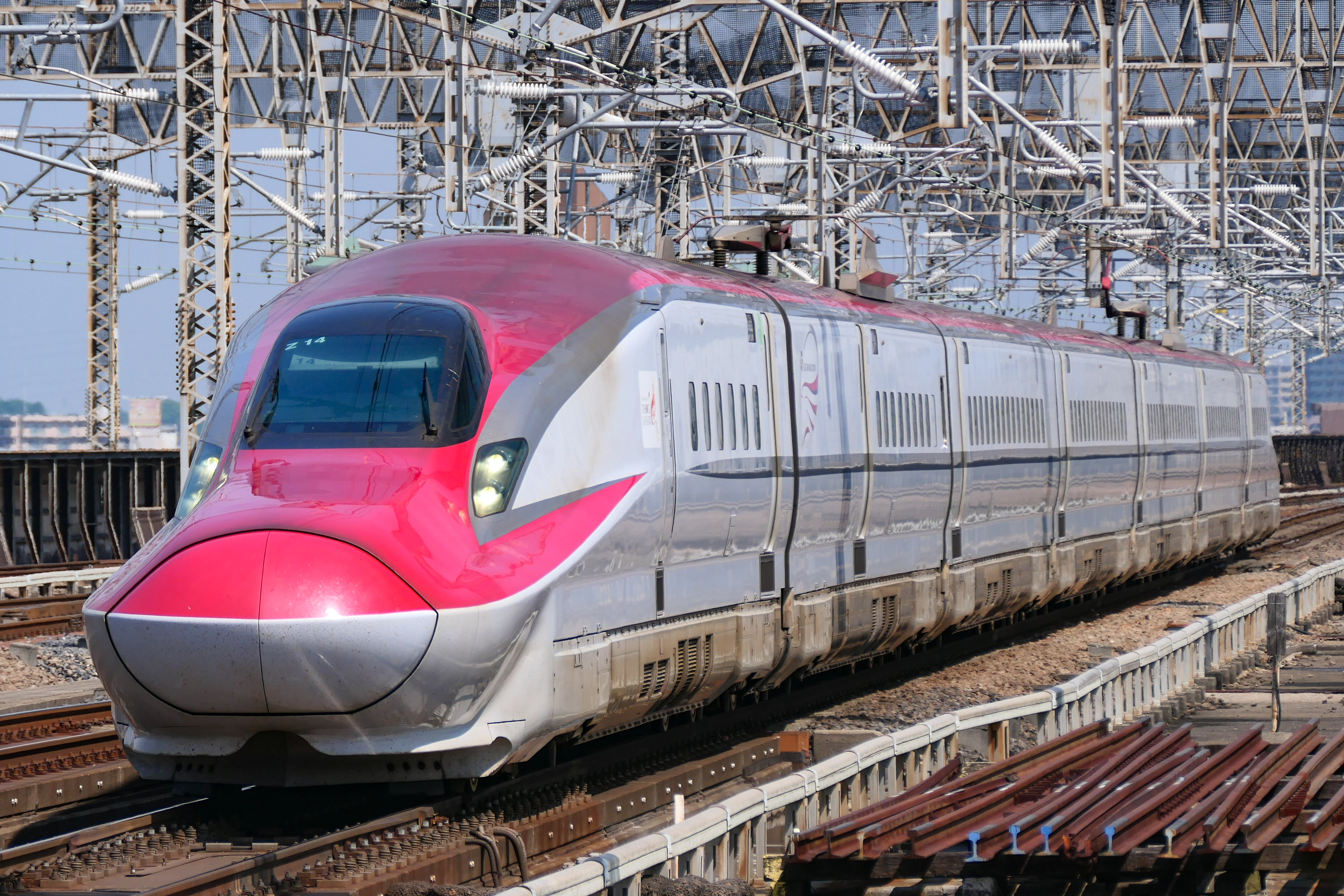
Sèrie E6
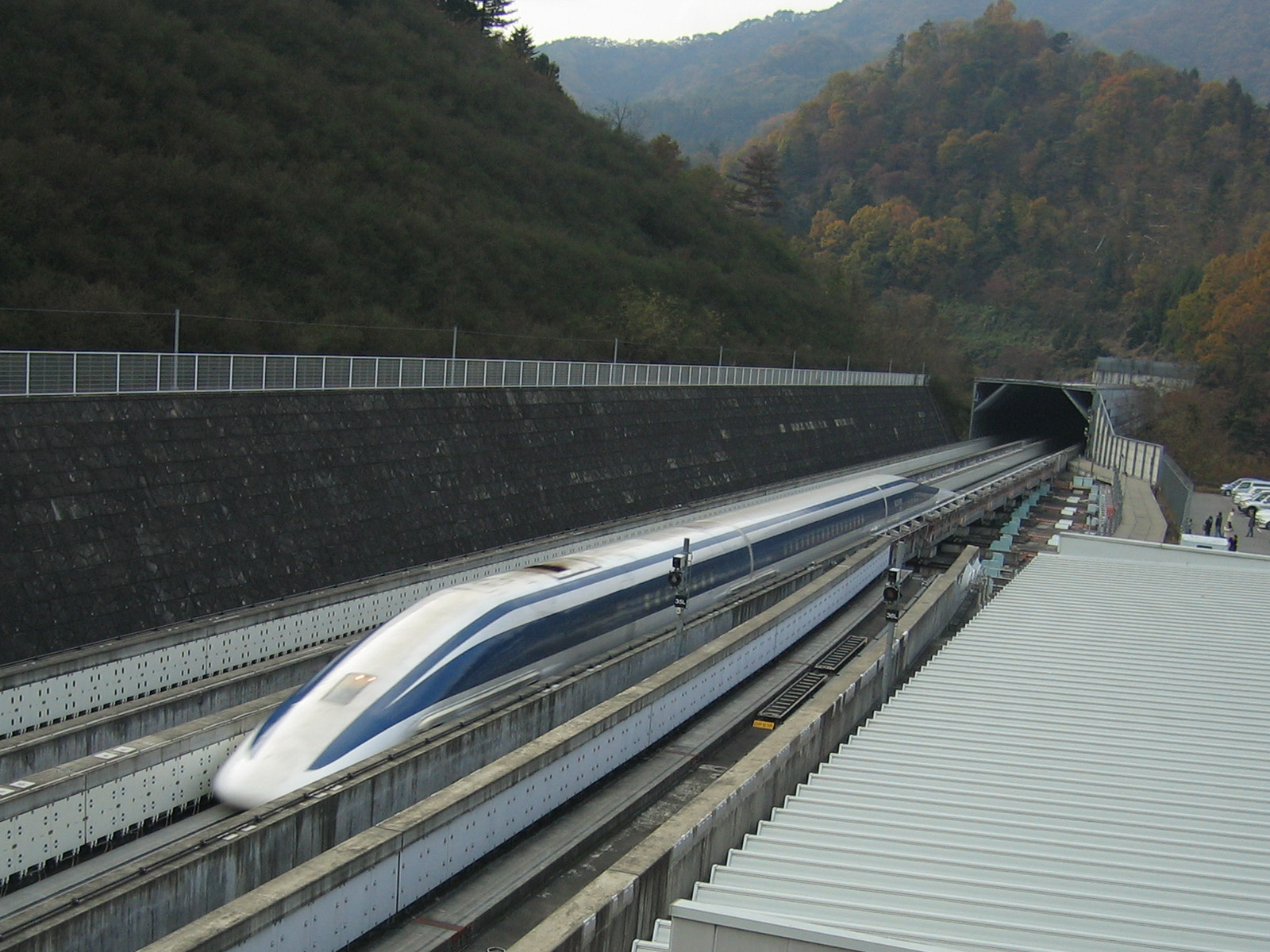
MLX01-2
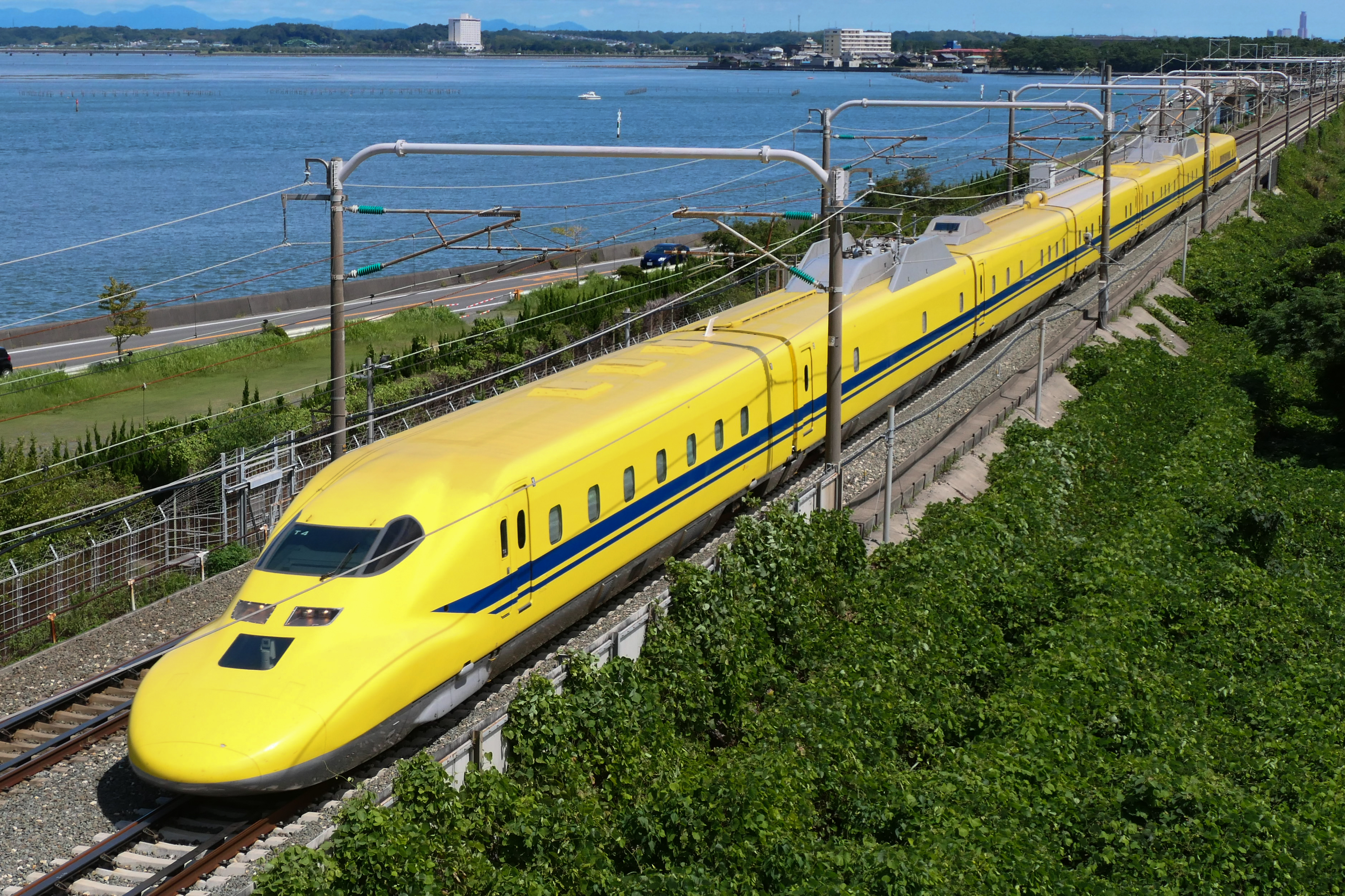
Tipus 923, Doctor-Yellow
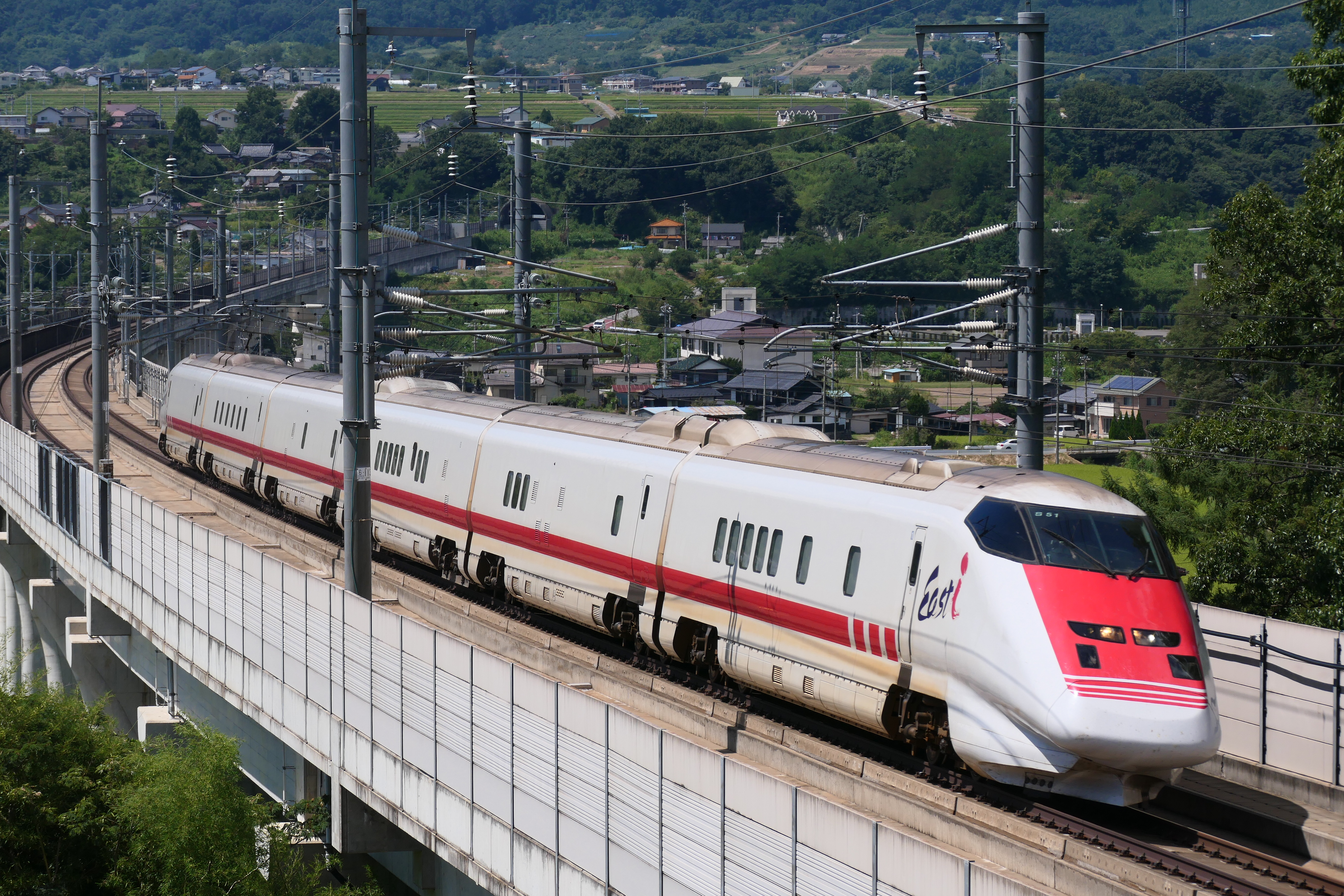
Tipus E926
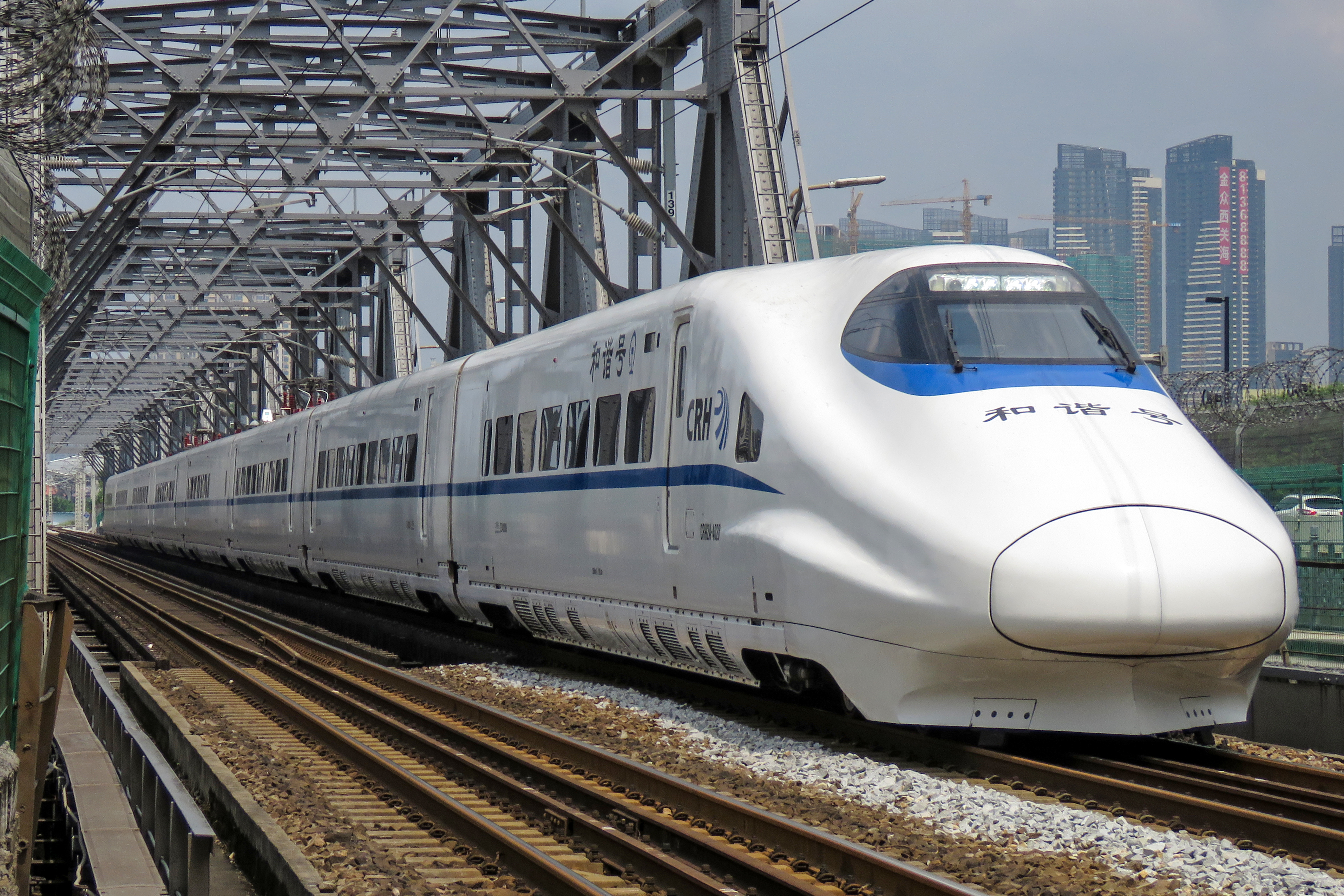
CRH2, República Popular de la Xina